# Satchelliella nubila
Satchelliella nubila és una espècie d'insecte dípter pertanyent a la família dels psicòdids que es troba a les illes Canàries i Euràsia.